# Crinia signifera
A Crinia signifera a kétéltűek (Amphibia) osztályának békák (Anura) rendjébe, a Myobatrachidae családba, azon belül a Crinia nembe tartozó faj.

## Előfordulása
Ausztrália endemikus faja. Queensland állam délkeleti részétől délre, Új-Dél-Wales partvidékén át egészen Victoria államig és Dél-Ausztrália délkeleti csücskéig. Tasmania keleti részén változatos élőhelyeken, sziklák, növényzet és törmelék alatt, patakok, tavak, mocsarak és szivárgó területek szélén fordul elő. Elterjedési területének mérete körülbelül 748 300 km².

## Megjelenése
Apró termetű békafaj, testhossza elérheti a 30 mm-t. Rendkívül változatos megjelenésű, barna, szürke, krémszínű, bézs, vöröses vagy mustársárga hátú, hosszanti csíkokkal, időnként foltokkal. A felső ajak mentén kis sötét háromszög alakú foltok találhatók. Hasa szürke, fehér és fekete pettyezekkel vagy foltokkal. Pupillája majdnem kerek, a szivárványhártya aranyszínű. Sem a mellső, sem a hátsó lábán nincs úszóhártya, ujjain nincsenek korongok.

## Életmódja
Az év bármely szakában szaporodhat. 100-150 petéjét kis csomókban rakja le a legkülönbözőbb vízes területekre, patakokba, elárasztott árkokba, füves területekre, állandó tavakba és duzzasztott vízekbe. Az ebihalak testhossza elérheti a 3,5 cm-t, színük és mintázatuk változó, pettyesek vagy egyszínű fekete, arany vagy szürke színűek. Gyakran a víztestek alján maradnak, és körülbelül két és fél-három hónap alatt fejlődnek békává.

## Természetvédelmi helyzete
A vörös lista a nem fenyegetett fajok között tartja nyilván. Populációja stabil, több védett területen is megtalálható.